# Ruska Wieś (powiat mrągowski)
Ruska Wieś (niem. Reuschendorf) – wieś w Polsce położona w województwie warmińsko-mazurskim, w powiecie mrągowskim, w gminie Mrągowo. W latach 1975–1998 miejscowość należała administracyjnie do województwa olsztyńskiego.
Wieś mazurska z pensjonatami i gospodarstwami agroturystycznymi.

## Historia
Pierwsza wzmianka o wsi pochodzi z 1376 roku kiedy to wielki mistrz Winryk von Kniprode, nadał Klausowi Schonawowi osiem włók jako dobra służebne, przy moście w "Rusku" (Ruszken). Nazwa Ruszken została zapożyczona od nazwy pobliskiego jeziora „Ruske” (w tej pisowni w 1422 r., zapewne od staropruskiego lub litewskiego „ruskis” – jezioro).
20 lat później, obok tych dóbr służebnych została założona wieś. Ulrich von Jungingen komtur bałgijski (za zgodą wielkiego mistrza Konrada von Jungingena) w latach 1396-1404 przekazał sołtysowi Jacobowi Medebaumowi 60 włók, w których było sześć włók wolnych dla sołtysa i zobowiązał do założenia wsi czynszowej na prawie chełmińskim o nazwie Meybaum (lub Meybowen). Nadanie było na obszarze graniczącym z sąsiednimi wsiami: Szestnem, Rydwanami i Lembrukiem, osadnikom przyznano 8 lat wolnizny. Nazwa wsi Meybaum nie utrzymała się długo, w rejestrze czynszowym z roku 1459 widnieje już pod nazwą Reuschendorf (względnie Rauschendorf) czyli Ruska Wieś, używaną co najmniej od 1437 r.
Wieś rozłożona została w dolinie po obu brzegach strumyka płynącego z Jeziora Ruskowiejskiego (Ruskayn) do Salentu. Żaden przekaz historyczny nie wspomina by kiedykolwiek wieś zamieszkiwali Rusini, nazwa wsi prawdopodobnie pochodzi od pruskiego słowa "rusys" oznaczającego dół, dolinę. Lub nazwa wzięła się pobliskiego jeziora „Ruske” („ruskis” – jezioro), a więc pochodzi z języka staropruskiego. Być może przed lokacja wsi istniała tu pruska osada Ruskaym, mająca wspólną nazwę w pobliskim jeziora (końcówka -kaym oznacza dwór, siedlisko).
W 1448 r. komtur Bałgi Eberhard von Wesentau zatwierdził umowę, wedle której Michał Torcke von Osterreich nabył 4 łany wraz z urzędem sołeckim w Ruskiej Wsi od dotychczasowego sołtysa Wawrzyńca Perskego, syna Jana. W dniu 11 listopada 1482 r. prokurator szestneński Otto von Drauschwitz wydał przywilej dla bartników z Ruskiej Wsi, przyznając im prawo pruskie z obowiązkiem dostarczania 3 rączek miodu rocznie oraz sprzedaży nadwyżek zamkowi w Szestnie (po 2,5 grzywny za beczkę). Wosk był do dyspozycji bartników. Bartnicy mieli prawo połowu ryb i polowań na terenie puszczy dla własnych potrzeb. Według Kętrzyńskiego w 1536 r. we wsi znaczną przewagę liczebną miała ludności polska, natomiast w 1693 r. wieś zamieszkana była już wyłącznie przez ludność polską.
Przed 1740 r. założono szkołę jednoklasową. W 1785 r. we wsi było 35 domów, w 1815 - 43 domy z 295 mieszkańcami. W 1818 r. w tutejszej szkole uczył po polsku Andrzej Liszewski, a uczęszczało do niej 40 dzieci. W 1838 r. W Ruskiej Wsi odnotowano 47 domów i 307 mieszkańców, w 1849 r. we wsi mieszkało 340 osób. W 1870 r. liczba mieszkańców zmniejszyła się do 316.
W latach 1870–1871 jeńcy francuscy budowali drogę bitą z Mrągowa do Kętrzyna, w rejonie Ruskiej Wsi drogę tę wyprostowano, przez co oddaliła się od wsi nieco na zachód. Do wsi wybudowano odcinek drogi dojazdowej. O udziale Francuzów w budowie drogi informowała tablica pamiątkowa, umieszczona na tzw. „Grobli Francuskiej” między Szestnem a Ruską Wsią.
Około 1850 r. w obrębie wsi po separacji gruntów powstało wybudowanie Ruska Wieś Mała (Klein Reuschendorf), później traktowane jako osobna osada, oraz wybudowanie zwane Nowa Ruska Wieś (w okresie międzywojennym właścicielem gospodarstwa był Jatzkowski, który prowadził księgi rodowe swego stada krów). Poza wymienionymi wybudowaniami w obrębie Ruskiej Wsi istniał niewielki folwark, który w 1907 r. należał do Liny Levevre. Folwark obejmował 153 ha i specjalizował się w hodowli bydła i koni.
W 1928 r. w Ruskiej Wsi zamieszkało 367 osób (z uwzględnieniem wybudowania - kolonii). W 1935 r. do dwuklasowej uczęszczało 70 dzieci, zatrudnionych było dwóch nauczycieli. W 1939 roku we wsi było 376 mieszkańców. Były tu 82 gospodarstwa domowe, w tym 24 gospodarstwa rolne, z których trzy miały wielkość w granicach 10-20 ha, 7 w granicach 20-100 ha i 4 ponad 100 ha. W okresie drugiej wojny światowej podjęto prace przy budowie drogi lokalnej w kierunku Gronowa.
Po 1945 r. wszyscy mieszkańcy wsi pozostali na miejscu. Według stanu na dzień 1 stycznia 1973 do osada Nowa Ruska Wieś (Neu Reuschendorf), powstała jako wybudowanie (kolonia) po separacji gruntów około 1850.
W marcu 2012 r. drugi z rzędu mieszkańcy Ruskiej Wsi zwyciężyli w Gminnych Zimowych Halowych Igrzysk Wsi, organizowanych przez gminę Mrągowo. W sierpniu 2012 r. gradobicie na terenie całej gminy Mrągowo uszkodziło łącznie ponad 70 budynków. Najbardziej ucierpiały wsie Ruska Wieś i Wyszembork, Szestno i Kiersztanowo.